# Alcyonium ceylonense
Alcyonium ceylonense is een zachte koraalsoort uit de familie Alcyoniidae. De koraalsoort komt uit het geslacht Alcyonium. Alcyonium ceylonense werd in 1899 voor het eerst wetenschappelijk beschreven door May. 